# Лаврский, Константин Викторович
Константин Викторович Лаврский (19 [31] декабря 1844, г. Горбатов Нижегородской губернии — 27 ноября [10 декабря] 1917, д. Козловка, Чебоксарский уезд, похоронен в г. Казань) — русский юрист, журналист и публицист. Брат религиозного публициста В. В. Лаврского и этнографа А. В. Потаниной.

## Биография
Окончив в 1860 году Нижегородскую гимназию, поступил в Казанский университет на историко-филологический факультет (а в 1861 перешёл на юридический). В 1864 году был исключён из университета за участие в «Казанском заговоре» в поддержку польского восстания 1863 года и приговорён к каторге (помилован в 1867 году). С возникновением в 1872 «Камско-волжской газеты» стал её главным сотрудником, доказывая, что не Петербург должен направлять провинцию, а наоборот. Вскоре Лаврский был выслан в Вологодскую губернию. После прекращения издания «Камско-волжской газеты» её сотрудники издали сборник «Первый шаг» (Казань, 1876), где Лаврский (за подписью Литератор-Обыватель) поместил наделавшее шуму «Литературное обозрение» — резкий памфлет по адресу «хулителей провинциального самосознания». Второй том «Первого шага» не смог выйти в свет. Из петербургских изданий Лаврский теснее всего примыкал к «Неделе», где в начале 1870-х обратил на себя внимание критическими статьями, а в 1882 статьями — «Почвенные вопросы».

## Публикации
- К. Ф. Фукс и его время // Казанский литературный сборник. Казань, 1878 (в соавт.).
- Татарская беднота (Статистико-экономически очерк двух татарских деревень Казанской губернии). — Казань: Тип. губ. правления, 1884. — 43 с.